# Augustin Berger

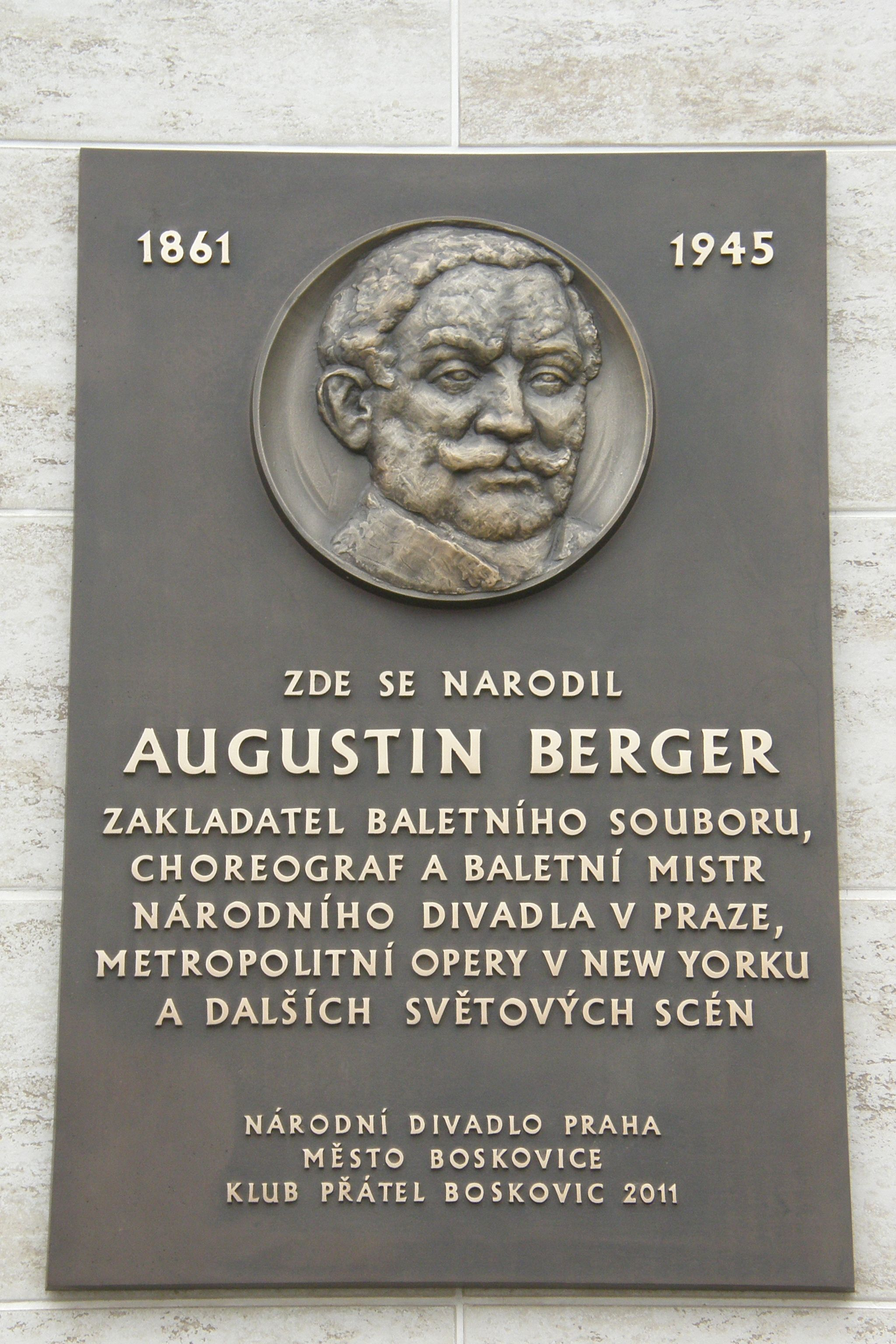
Pamětní deska v Boskovicích

Augustin Berger, vl. jménem Ratzesberger (12. srpna 1861 Boskovice – 1. června 1945 Praha), byl český tanečník, baletní mistr, choreograf a pedagog.

## Život
Augustin Berger se narodil v rodině boskovického obuvníka Jana Ratzersbergera a jeho manželky Marie Anny, rozené Slezákové. Pokřtěn byl jako Augustin Karel Ratzersberger. Jméno bylo úředně změněno na August Berger v roce 1924. Studoval na reálném gymnáziu, ale nakonec se vyučil xylografem.
Již jako dvanáctiletý se objevil na jevišti v roli Pikolíka ve frašce Tricot a Cakolet, kterou režíroval František Kolár. Zanedlouho působil taktéž v neméně populárním Flikovi a Flokovi. Školil se u akrobata Conradiho-Lišky, mima Barbariniho, baletní mistryně Prozatímního divadla M. Hentzové a tanečního mistra G. Martiniho. V jeho pražském salonu Teatro salone Italiano také tančil kolem roku 1872. Následně působil s Martinim ve Švédsku a celkem šest let i v dalších zemích.
V roce 1878 nastoupil jako taneční sólista do Stavovského divadla. O tři roky později získal angažmá u francouzské společnosti „Mouche d'or“ a absolvoval s ní turné v Paříži a Toulouse. Při cestě do Itálie byl angažován jako sólový tanečník v Theatro dal Verme v Miláně.
V roce 1883 byl angažován ředitelem F. A. Šubrtem do pražského Národního divadla. V roce 1884 se zde stal baletním mistrem, když vystřídal V. Reisingera. Působil zde do roku 1900, kdy odešel do Drážďan jako baletní mistr a choreograf (až do roku 1910) a následně strávil dva roky ve Varšavě. Do Národního divadla se vrátil v roce 1912 a setrval zde až do roku 1923. Za dobu působení v Národním divadle připravil na 220 choreografií pro inscenace baletu a opery. Rovněž poskytoval pohybovou nebo taneční spolupráci pro více než 30 inscenací činohry.
Po konfliktu se šéfem činohry K. H. Hilarem odešel z divadla a v roce 1923 byl angažován do Metropolitní opery v New Yorku. V roce 1932 zde činnost ukončil ze zdravotních důvodů.
Jako choreograf byl zván ke spolupráci také do dalších českých a evropských měst (např. Olomouc, Vídeň, Berlín, Londýn, Miláno, Varšava).
Byl zakladatelem baletní školy při Národním divadle v Praze. K jeho žákům patřili např. Anna Korecká, Zdeňka Zabylová a Ivo Váňa Psota.
Jeho manželkou byla primabalerína ND Giulietta Paltrinieri (1866–1889), představitelka postromantické italské baletní školy.
Je pochován spolu s manželkou na pražských Olšanských hřbitovech.

## Dílo

### Taneční role, výběr
- 1884 Karel Kovařovic: Hašiš (balet), Abdalla, Národní divadlo, režie Václav Reisinger
- 1884 Giacomo Mayerbeer: Afričanka (opera), Indický pochod, Národní divadlo, režie František Hynek
- 1885 Romualdo Marenco: Excelsior (balet), Otrok, Národní divadlo, režie František Kolár
- 1891 Joseph Bayer: Královna loutek, Poeta, Národní divadlo
- 1899 Bedřich Smetana: Dvě vdovy (opera), Tančí-Polka, Národní divadlo, režie Edmund Chvalovský
- 1900 Gioacchino Rossini: Vilém Tell (opera), Tirolienne, Národní divadlo, režie František Hynek
- 1917 Oskar Nedbal: Princezna Hyacinta (balet), Zvonimír, Národní divadlo, režie Augustin Berger
- 1921 Jára Beneš: Zlatý závoj (balet), Švec, Národní divadlo, režie Augustin Berger

### Choreografie, výběr
- 1884 Bedřich Smetana: Libuše (opera), Národní divadlo, režie František Kolár
- 1884 Bedřich Smetana: Prodaná nevěsta (opera), Národní divadlo, režie František Hynek
- 1884 Giacomo Mayerbeer: Afričanka (opera), Národní divadlo, režie František Hynek
- 1884 Georges Bizet: Carmen (opera), Národní divadlo, režie František Hynek
- 1885 Romualdo Marenco: Excelsior (balet), Národní divadlo, režie František Kolár (Berger byl nejprve asistentem choreografa Enrica Borri, od roku 1893 připravil vlastní choreografii)[4]
- 1888 P. I. Čajkovskij: Labutí jezero (balet), Národní divadlo
- 1898 Karel Kovařovic: Psohlavci (opera), Národní divadlo, režie Adolf Krössing
- 1911 Gioacchino Rossini: Vilém Tell (opera), Národní divadlo, režie Robert Polák
- 1916 Jindřich Kaan z Albestů: Bajaja (balet), Národní divadlo (choreografie i režie Augustin Berger)
- 1917 Oskar Nedbal: Princezna Hyacinta (balet), Národní divadlo (choreografie i režie Augustin Berger)
- 1917 Antonín Dvořák: Čert a káča (opera), Národní divadlo, režie Robert Polák
- 1923 P. I. Čajkovskij: Louskáček (balet), Národní divadlo (choreografie i režie Augustin Berger)
- 1939 Oskar Nedbal: Z pohádky do pohádky (balet), Prozatímní divadlo

### Libreto, výběr
- 1886 Mořic Anger: Štědrovečerní sen (balet)
- 1889 Karel Kovařovic: Pohádka o nalezeném štěstí (balet)
- 1914 Ch.Gounod, J. Lanner, J. Strauss ml.: Rokoko (balet)
- 1916 Jindřich Kaan z Albestů: Bajaja (balet)

### Film
- 1919 Sněženka z Tater, herec, režie Olaf Larus-Racek
- 1923 Únos bankéře Fuxe, titul. role, režie Karel Anton

### Paměti
- Ladislav Hájek: Paměti Augustina Bergra, choreografa a baletního mistra Národního divadla v Praze a několika světových scén, Orbis, Praha, 1942[11]

## Ocenění
Od roku 2011 má v rodné obci Boskovice na Masarykově náměstí pamětní desku.

## Zajímavost
- Berger nastudoval v roce 1913 v Berlíně balet Veselá loutka. Představení se konalo na ledě v Admiralpalast.[12]